# Матьё (Кальвадос)
Матьё (фр. Mathieu) — коммуна во Франции, находится в регионе Нижняя Нормандия. Департамент коммуны — Кальвадос. Входит в состав кантона Дувр-ла-Деливранд. Округ коммуны — Кан.
Код INSEE коммуны — 14407.

## Население
Население коммуны на 2010 год составляло 1940 человек.
| 1962 | 1968 | 1975 | 1982 | 1990 | 1999 | 2010 |
| ---- | ---- | ---- | ---- | ---- | ---- | ---- |
| 841  | 964  | 1100 | 1255 | 1577 | 1625 | 1940 |

## Экономика
В 2010 году среди 1245 человек трудоспособного возраста (15—64 лет) 870 были экономически активными, 375 — неактивными (показатель активности — 69,9 %, в 1999 году было 69,3 %). Из 870 активных жителей работали 804 человека (425 мужчин и 379 женщин), безработных было 66 (35 мужчин и 31 женщина). Среди 375 неактивных 161 человек были учениками или студентами, 136 — пенсионерами, 78 были неактивными по другим причинам.